# デイヴ・ザ・ダイバー
『デイヴ・ザ・ダイバー』（Dave the Diver）は、株式会社NEXONのサブブランドのMINTROCKETより開発されたゲームソフト。2023年6月28日にSteam正式版、同年10月26日にNintendo Switch版が配信。2024年4月16日にPlayStaion 4及びPlayStation 5版が配信。

## 内容
プレイヤーは主人公で潜水士のデイヴとして、日中は主にブルーホールと呼ばれる深海へ潜り漁を、夜はそこで獲れた魚を食材として寿司屋を切り盛りする。またその収益で得たアイテムで店内を装飾したり、ダイビングギアや漁具をアップグレードして深海のさらに奥へ進んだりすることができるようになる。このサイクルや道中のクエストなどを繰り返しこなすことでストーリーが展開していく。
ハイブリッド・海洋アドベンチャーと名打たれているように、深海を探索しながらアグレッシブな漁を行い（アクションアドベンチャー）、自身のギアレベルを上げ幾度も深海の奥地へ冒険し（RPG）、寿司屋では客の要望に応えながらやりくりする（経営シミュレーション）といったように、本作は様々なジャンルが組み合わさっている。加えて、深海はその地形や出現する生物などが日々潜るごとに変化するため、ローグライクの要素もあわせ持つ。

## 受賞
| 年   | 賞                     | 部門                                  | 結果       | 出典  |
| ---- | ---------------------- | ------------------------------------- | ---------- | ----- |
| 2023 | Golden Joystick Awards | Best Indie Game                       | ノミネート | [ 5 ] |
| 2023 | Golden Joystick Awards | PC Game of the Year                   | ノミネート | [ 5 ] |
| 2023 | Golden Joystick Awards | Best Game Trailer (Accolades Trailer) | ノミネート | [ 5 ] |
| 2023 | The Game Awards 2023   | Best Independent Game                 | ノミネート | [ 6 ] |

## 論争
前述のようにThe Game Awards 2023で本作は「Best Independent Game（最優秀インディーゲーム）」部門にノミネートされたが、これに対し、本作をインディーゲーム扱いするのはおかしいという声が世界中で上がり、さらに、どこからがインディーゲームなのかという議論にまで発展している。これは、本作を開発・販売するMINTROCKETが、7000人以上の従業員を抱え1兆円以上の資産を持つ大手ゲーム会社であるネクソンのサブブランドであることに起因している。
『The End Is Nigh』や『Closure』などを手掛ける個人ゲーム開発者のタイラー・グライエルは以前からこの問題を指摘しており、今回の発表についても「『デイヴ・ザ・ダイバー』を「インディーゲーム」に当てはめるのは無茶苦茶」とコメントしている。
一方、この件について問われたThe Game Awardsプロデューサーのジェフ・キーリーは、「ノミネートされた他のインディーゲームにはパブリッシャーがついているものもありますが、それは独立系と呼べるのでしょうか？」と逆質問し、「この賞に投票する120の世界的なメディアからなる審査員に、“独立したものであるかどうか ”の判断を委ねます」「Best Independent Gameにノミネートされたという事実が、審査員がインディーゲームであると考え、今年のトップ5の1つに選んだことを意味しています」と語っている。
なお、MINTROCKET自身は本作がインディーゲームとは明言していない。一方で、多くのゲームメディアは当初から本作をインディーゲームの扱いで紹介している。

## 漫画
『月刊コロコロコミック』（小学館）2023年9月号より2024年1月号まで本作を原作とする漫画が連載され、『別冊コロコロコミック』（同社）2024年2月号にも掲載された。漫画は土田しんのすけが執筆。
- 土田しんのすけ『デイヴ・ザ・ダイバー』小学館〈コロコロコミックス〉、既刊1巻（2023年12月27日現在）
  1. 2023年12月27日発売[16]、ISBN 978-4-09-143676-4